# NK Sava Jakuševec
NK Sava je nogometni klub iz naselja Jakuševec u Novom Zagrebu. Seniori se trenutačno ne natječu.

## Vanjske poveznice
- Profil, HNS Semafor